# Diego Abreu
Diego Fernando Abreu Firenze (Ciudad de México México; 27 de agosto de 2003) es un futbolista mexicano-uruguayo y con nacionalidad italiana. Juega como delantero y su actual equipo es el Defensor Sporting de la Primera División de Uruguay.

## Trayectoria
Abreu nació en México, hijo de Paola Firenze y del futbolista uruguayo Sebastián Abreu.

### Defensor Sporting
En 2021 se uniría de manera profesional al Defensor Sporting Club , aunque jugará en el conjunto reserva, ha marcado 96 goles con las categorías inferiores de su equipo, siendo campeón y máximo anotador en los tres últimos torneos de su edad en Uruguay.

## Selecciones nacionales

### Selección mexicana

#### Sub-16
Abreu es elegible para representar a Uruguay, Italia y México.
En su primer partido que fue un amistoso, lograría marcar un doblete contra la selección de futbol sub-16 de Noruega.

#### Sub-18
Sería convocado por la Selección de fútbol sub-18 de México, que estaría bajo el mando de Marco Antonio Ruiz, y realizarán una gira por Las Islas Canarias, en donde enfrentarán a España, Japón y Eslovaquia.

### Selección uruguaya

#### Sub-20
Abreu sería convocado a la Selección de fútbol sub-20 de Uruguay para algunos partidos amistosos contra Costa Rica y Honduras.

## Palmarés

### Campeonatos nacionales
| Título       | Club              | País    | Año  |
| ------------ | ----------------- | ------- | ---- |
| Copa Uruguay | Defensor Sporting | Uruguay | 2022 |